# Indonéz függetlenségi háború
Az indonéz függetlenségi háború 1945-ben kezdődött, mikor a második világháború alatti japán megszállás alól frissen felszabadult Indonézia (korábbi holland gyarmat) kikiáltotta függetlenségét, kiváltva ezzel korábbi gyarmattartójának támadását. A négy évig tartó fegyveres konfliktus végén Hollandia kénytelen volt elismerni Indonézia függetlenségét, kivonva csapatait a térségből.

## Előzmények
Az indonéz függetlenségi mozgalmak kialakulása a 20. század elejére tehető. Ekkor alakultak meg olyan szervezetek, mint a Budi Utomo, az Indonéz Nemzeti Párt (PNI), a Sarekat Islam és az Indonéz Kommunista Párt (PKI), melyek az ország függetlenségének mielőbbi kivívását tűzték ki célul. A Budi Utorno és a Sarekat Islam a függetlenség megszerzését a holland hatóságokkal való együttműködés révén gondolta kivitelezhetőnek, míg a PNI és a PKI inkább az ellenállás módszere mellett foglalt állást. Az utóbbiak legjelentősebb vezetőivé nemsokára Sukarno és Mohammad Hatta indonéz egyetemisták váltak, akik tevékenységükkel rövid idő alatt kivívták a holland hatóságok fellépését és börtönbe kerültek. 
Indonézia helyzetében az 1941-es japán invázió hozott változást, amikor az előrenyomuló japán csapatok néhány hónap alatt letörték a szövetséges csapatok minden ellenállását és megszállták az Holland Kelet-Indiát. A megszálló csapatok politikai érdekekből terjesztették és bátorították az indonéz nacionalizmust, Sukarno-t is kiszabadítva fogságából. Mikor a háború a vége fele közeledett és Japán visszavonulása elkerülhetetlen lett, az indonéz nacionalisták kérésére Kuniaki Koiso japán miniszterelnök megígérte a terület függetlenségének megvalósítását, ezt azonban addig halogatta, míg 1945. augusztus 15-én Hirohito japán császár be nem jelentette Japán fegyverletételét, így a japán ígéretek Indonézia irányában semmissé váltak. A nacionalisták ekkor azonban kezükbe ragadták a kezdeményezést és augusztus 17-én Jakartában kikiáltották a független indonéz államot. A proklamációt követően megkezdődött az indonéz államapparátus megszervezése is, felállították az ország haderejét, melynek magvát a japánok által felállított PETA alkotta, mely a háború után birtokában maradt japán fegyverekkel volt felszerelve. Parancsnokává novemberben a 30 éves Sudirmant, korábbi tanítót tették meg. Augusztus végére megalakult az ország első kormánya is, Sutan Sjahrir vezetésével, az ország első elnökévé pedig Sukarno-t tették meg. 
A függetlenség kikiáltását követően azonban megnőtt a feszültség az országot alkotó szigetek között. A legnépesebb Jáva szigete igyekezett biztosítani hegemóniáját a többi terület felett, azonban csak a Celebesz szigeten található rájákat, illetve Bali szigetét sikerült maga mellé állítania. 

## A konfliktus
A holland kormány a függetlenség kikiáltása után azonnal jogtalannak nevezte azt, Sukarno-t és támogatóit pedig a japánokkal való kollaborációval vádolták meg, így szerinte az új állam csak a "japán fasizmus" kreálmányának volt tekinthető. A háború végére a hollandok szövetségeseiknek köszönhetően helyreállították ellenőrzésüket Pápua Új-Guinea nyugati része, Morotai sziget és Borneó egy része felett. A japán fegyverszüneti egyezmény aláírása után Kelet-Indonézia jelentős része az ausztrál csapatok megszállása alá került. 
A brit csapatok csak szeptember végén szálltak partra Jáván és Szumátrán, de a brit parancsnok, Sir Philip Christison igyekezvén elkerülni a fegyveres összecsapás lehetőségét a holland gyarmati csapatokat igyekezett Kelet-Indonéziában tartani, ahol már sikeresen helyreállt a holland uralom. Októberben azonban megkezdődtek az összecsapások a forradalmárok és a hollandokat támogató Királyi Holland Kelet-India Hadserege között. A konfliktus kirobbantói gyakorlatilag a még Indonézia területén állomásozó japán csapatok voltak, akik a szövetségesekkel kötött fegyverszüneti egyezmény alapján megkezdték az indonéz önrendelkezés felszámolását, október 3-án megtámadva és elfoglalva Bandungot, melyet rögtön ezt követően átadtak a briteknek. Ezt követően ostrom alá vették Semarangot, melynek ostroma alatt megközelítőleg 2000 indonéz vesztette életét, de a visszavonuló indonéz fegyveresek a város kiürítése előtt kivégeztek 130 - 300 indonéz fogságban lévő japán foglyot is. 
A város elfoglalása után a britek hazaszállították a japán csapatokat és a még ott tartózkodó civileket, azonban mintegy ezer japán katona dezertált és később az indonéz oldalon vett részt a harcokban. 
A konfliktus eszkalálódását követően a britek megkezdték a térségben tartózkodó, mintegy 10 000 európai civil hazaszállítását, a brit csapatok azonban tevékenységük alatt heves fegyveres ellenállásba ütköztek, egyes városokban a légierőt is kénytelenek voltak bevetni. November 2-án Sukarno tűzszünetet hirdetett, a hónap végére azonban a harcok ismét kiújultak, emiatt a britek kénytelenek voltak kiüríteni Jáva nagy részét. Az indonéz fegyveresek november és december folyamán is folytatták támadásaikat, főként a hollandokat és briteket támogató civilek ellen, a két hónap alatt becslések szerint 1200 civilt végeztek ki. A britek 1946 márciusában ultimátumban szólították fel az indonézeket Bandung kiürítésére, akik ezt meg is tették, de a város nagy részét lerombolták visszavonulásuk előtt.

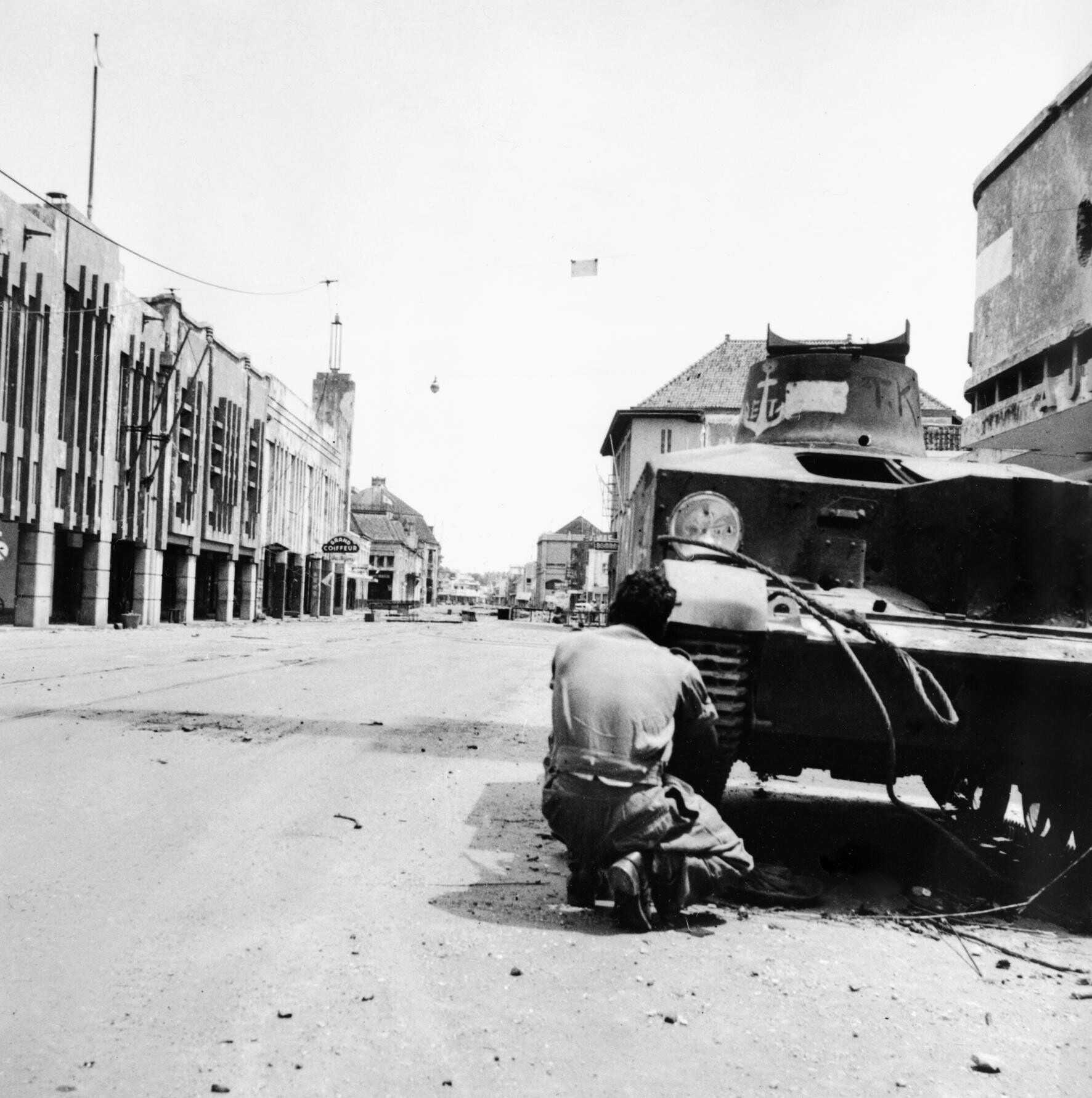
Brit katona harc közben Surabaya-ban.

1945 októberében heves harcok robbantak ki a brit csapatok és az indonéz fegyveresek közt az Indonézia második legnagyobb városának számító Surabayában. Az összecsapások azt követően kezdődtek, hogy a városban európai civileket ellen kezdtek pogromokba őshonos lakosok, kiváltva ezzel a britek beavatkozását. Október 27-én 6000 brit indiai katona érkezett a városba, Aubertin Walter Sothern Mallaby parancsnoksága alatt, akik megkísérelték a rend helyreállítását a városban. Malaby-t azonban október 30-án meggyilkolták, így a brit parancsnokság parancsba adta a város elfoglalását, 30 000 katonát küldve a térségbe. A harcok - melynek során a brit légierőt is bevetették - november végéig tartottak és 600 brit katona, valamint legkevesebb 6000 indonéz halálát okozták. Habár a britek bevették a várost, néhány hónap múlva teljesen kiürítették azt, majd 1946 novemberére az utolsó brit katonát is kivonták Indonézia területéről. 
A britek távozásakor már mintegy 20 000 főnyi holland hadsereg állomásozott az indonéz szigeteken, ők ekkor még főleg Jakarta és környékének védelmét látták el. A britek távozása után egy 55 000 fős holland hadsereg szállt partra Jáva szigetén. A holland ellenőrzés alatt álló területeken megkezdték a republikánus aktivisták bebörtönzését (Mohammed Hatta is börtönbe került), valamint a holland különleges egységek Raymond Westerling százados vezetésével katonai akciókat hajtottak végre elsősorban Celebesz szigetén, becslések szerint közel 3 000 milicista és republikánus civil halálát okozva (Indonézia ezért és egy 1950-es puccskísérletért háborús bűnökkel vádolta meg a századost). Időközben, a Szumátra elleni holland invázió előkészítéseként, a Holland Királyi Légierő rendszeres légitámadásokat hajtott végre Palembang és Medan városok ellen. 1946 végére a hollandok helyreállították uralmukat Indonézia összes nagyobb városában, a megszállt területeken autonóm államokat kiáltva ki (a legjelentősebb ezek közül a Kelet-Indonézia volt, mely Celebeszt és környékének szigetvilágát foglalta magában). 
1946 novemberében a britek közvetítésével tárgyalások kezdődtek a holland és indonéz kormány képviselői közt. A tárgyalások eredményeként került kidolgozásra a Linggadjati Egyezmény, melynek értelmében a hollandok beleegyeztek volna, hogy Jáva, Szumátra és Madura területén létrejöjjön egy Indonéz Egyesült Államok megnevezésű államalakulat, melynek uralkodója azonban továbbra is a holland királynő lenne. Az egyezményt hosszas halogatás után végül az indonéz fél aláírta, a holland parlament azonban 1947 márciusában csak egy módosított verziót volt hajlandó ratifikálni, melyet az indonézek nem fogadtak el.
1947 július 20-án holland csapatok megkezdték a Product hadműveletet, melyet a holland kormány hivatalos propagandájában "rendőri akciónak" nevezett a "törvény és rend" helyreállítására. A hadművelet eredményeként az indonéz fegyveresek kiszorultak Szumátra és Jáva jelentős részéről, a hollandok pedig megszállták a szigetek stratégiailag és gazdaságilag fontos részeit. A Product hadművelet azonban nagy nemzetközi tiltakozást váltott ki. Ausztrália, India, a Szovjetunió és az Amerikai Egyesült Államok egyaránt az indonéz függetlenség mellett foglalt állást az ENSZ-ben. Az ENSZ BT nyomására végül 1947 augusztus 4-én fegyverszüneti megállapodás lépett életbe a két szembenálló fél között. Ennek ellenére már december 9-én incidens történt, mikor holland katonák legyilkolták egy jávai kis falu 431 lakosát.

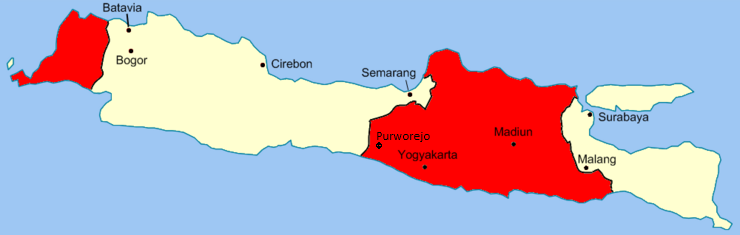
Jáva szigete a renville-i egyezmény után.

Az ENSZ BT közreműködésének köszönhetően, 1948 januárjában a szemben álló felek megkötötték a renville-i egyezményt, melynek értelmében Jáva szigetét az un. "Van Mook-vonal" mentén felosztották indonéz és holland megszállási övezetekre. A hollandok a nekik juttatott jávai területeken és Szumátrán kikiáltották Holland Kelet-India két föderatív tagállamát, mely azonban a lakosság heves ellenkezését vonta maga után. Az egyezmény ellenére az indonéz csapatok sem hagytak fel a terület megszerzésének szándékával. 1948 februárjában tisztázatlan okok miatt, a republikánus haderő egyik zászlóalja Abdul Haris Nasution tábornok vezetése alatt Nyugat-Jávából betört a sziget holland ellenőrzés alatt levő középső területeire, majd a Slamet-csúcs mellett tűzharcba keveredett a holland hadsereggel. Ez az incidens rányomta bélyegét a folyamatban levő indonéz-holland tárgyalásokra is, melyek a kölcsönös bizalmatlanság miatt rövidesen megfeneklettek, majd december 19-én holland ejtőernyős alakulatok katonai hadműveletet hajtottak végre az indonéz ellenőrzés alatt levő Yogyakarta város területén, elfogva a teljes republikánus kormányt, Sukarnoval együtt. A támadásra válaszul az indonéz csapatok nagyszabású gerillaháborút indítottak a hollandok ellen Sudirman tábornok vezetésével, Szumátra indonéz megszállás alatt levő területein pedig válságkormányt alakítottak. 1949. március 1-én az indonézek Suharto vezetésével támadást indítottak a yogyakartai holland állások ellen, majd hat órás heves küzdelem után a város feladására kényszerítették a hollandokat, akik azonban rövidesen megerősítve tértek vissza és másnapra helyreállították uralmukat a város felett. 
A kiújult harcok heves nemzetközi tiltakozást váltottak ki. Az ENSZ BT határozatban követelte az indonéz kormány szabadon bocsátását, sőt az Egyesült Államok a Marshall-terv alapján Hollandiának jutó pénzügyi támogatások felfüggesztését is kilátásba helyezte. Ez végül a holland-indonéz tárgyalások újrakezdését eredményezte. Az augusztus 23. - november 2. között Hágában tartott konferencián Hollandia, az indonéz republikánusok és a holland megszállás alatt levő területek képviselői vettek részt. A tárgyalások eredményeként a holland kormány elismerte Holland Kelet-India jogát a függetlenségre, viszont Holland Új-Guinea birtoklásáról nem volt hajlandó lemondani (a terület végül csak 1963-ban került indonéz fennhatóság alá). A holland kormány hivatalosan 1949. december 27-én adta át a hatalmat a szigetek felett az indonéz kormánynak, még ugyanaznap az Egyesült Államok elsőként ismerte el Indonézia függetlenségét. 
Nem sokkal a függetlenség elnyerés után konfliktus tört ki az indonéziai lakosság között. 1950-ben előbb a celebeszi Makassar város lakossága lázadt fel a republikánus uralom ellen, majd a Maluku-szigetek központjának számító Ambon város lakossága robbantott ki felkelést, kikiáltva a szigetek egy részén a független Dél-Maluku Köztársaságot. A helyzetet súlyosbította, hogy január 22-én Raymond Westerling holland tiszt vezetésével egy holland-párti szervezet puccsot kísérelt meg a republikánus vezetőség ellen. Az indonéz hadsereg meghiúsította a puccskísérletet, majd rövidesen leverte a republikánus hatalom elleni felkeléseket is. A lázadásokra válaszul Sukarno - szakítva az addigi föderatív államberendezkedéssel - 1950. augusztus 17-én Indonéziát egységes köztársasággá nyilvánította.

## Kommunista és iszlamista lázadások
A hollandok elleni függetlenségi háborúval párhuzamosan az indonéziai kommunisták és szélsőséges iszlamisták is elérkezettnek látták az időt érdekeik érvényesítésére. 1948. szeptember 18-án kommunista lázadók támadtak republikánus célpontokra a kelet-jávai Madiun városban, majd a város feletti uralmukat biztosítva kikiáltották az Indonéz Szovjet Köztársaságot, valamint felkelésre szólították fel az indonéziai lakosságot Sukarno és Hatta, a "japánok és amerikaiak rabszolgái" ellen. A várt általános népfelkelés azonban elmaradt, a republikánus haderő pedig néhány hét alatt leverte a kommunisták lázadást, visszafoglalva Madiunt is. A harcokban a kommunista parancsnok, Mosso is elesett.
1948 májusában radikális iszlamista indonéz katonák Sekarmadji Maridjan Kartosuwirjo vezetésével megalakították a Darul Islamot, melynek célja egy iszlamista alapon felépülő állam létrehozása volt Indonézia területén. A republikánus kormány kezdetben nem lépett fel nagy erővel a mozgalom ellen, ugyanis a hollandok fenyegetését jelentősebbnek tekintették. Mikor azonban 1950-re sikerült Indonézia teljes területét biztosítani, megkezdődött a harc a Darul Islam felszámolásáért. A konfliktus végül 1962-ben ért véget, a kormány győzelmével, mikor Sekarmadjit elfogták, majd halálra ítélték és kivégezték. Halála után az utolsó ellenálló iszlamista gerillák is letették a fegyvert.